# Memesli
Memesli (macedónul: Мемешли, törökül Memişli) település Észak-Macedóniában, a Délkeleti körzetben, a Sztrumicai járásban.

## Népesség
| Lakosok száma | 214  | 245  | 95   | 105  | 109  | 122  | 82   | 44   | 16   |
|               | 1948 | 1953 | 1961 | 1971 | 1981 | 1991 | 1994 | 2002 | 2021 |

- 2002-ben 44 lakosa volt, akik mindannyian törökök.